# Cirrenalia basiminuta
Cirrenalia basiminuta är en svampart som beskrevs av Raghuk. & Zainal 1988. Cirrenalia basiminuta ingår i släktet Cirrenalia och familjen Halosphaeriaceae.   Inga underarter finns listade i Catalogue of Life.